# Wormhout
Wormhout é uma comuna francesa na região administrativa de Altos da França, no departamento do Norte. Estende-se por uma área de 27.41 km². Em 2010 a comuna tinha 5 748 habitantes (densidade: 209,7 hab./km²).